# Квалификације за Светско првенство у фудбалу 1974 — Африка/КАФ
За Квалификације за Светско првенство у фудбалу 1974. у Афричкој зони у организације КАФ-а пријавиле су се 24 земље, од који се квалификовала само једна. 
Квалификације су се одвијале у три круга и финалмом турниру. У првом кругу 24 репрезентације играле су по двоструком куп систему (две утакмице на испадање) подељене у 12 парова. Победници су у другом кругу форимирали шест парова и играли на исти начин као у првом. У трећем су играла 3 пара.
Победничке репрезентације из трећег круга одиграле су завршни турнир, а победник се пласирао за Светско првенство.

## Први круг
Победник је екипа која има бољи резултат из оба меча. Ако је резултат нерешен по освојеним бодовима и постигнутим головима (без обзира да ли је неко дао више голова у гостима) игра се трећа утакмица.
| Меч | Репрезентација | укупан рез. | Репрезентација  | 1. утак.           | 2. утак.           | 3. утак.           |
| --- | -------------- | ----------- | --------------- | ------------------ | ------------------ | ------------------ |
| 1   | Египат         | 2 : 3       | Тунис           | 2:1                | 0:2                |                    |
| 2   | Сијера Леоне   | 0 : 3       | Обала Слоноваче | 0:1                | 0:2                |                    |
| 3   | Кенија         | 2 : 1       | Судан           | 2:0                | 0:1                |                    |
| 4   | Алжир          | 2 : 5       | Гвинеја         | 1:0                | 1:5                |                    |
| 5   | Мароко         | 2 : 1       | Сенегал         | 0:0                | 2:1                |                    |
| 6   | Маурицијус     | сл.         | Мадагаскар      | Мадагаскар одустао | Мадагаскар одустао | Мадагаскар одустао |
| 7   | Танзанија      | 1 : 1 0:3   | Етиопија        | 1:1                | 0:0                | 0:3                |
| 8   | Лесото         | 1 : 6       | Замбија         | 0:0                | 1:6                |                    |
| 9   | Нигерија       | 3 : 2       | Конго-Бразавил  | 2:1                | 1:1                |                    |
| 10  | Дахомеј        | 1 : 10      | Гана            | 0:5                | 1:5                |                    |
| 11  | Того           | 0 : 4       | Заир            | 0:0                | 0:4                |                    |
| 12  | Камерун        | сл.         | Габон           | Габон одустао      | Габон одустао      | Габон одустао      |

## Други круг
Победник је екипа која има бољи резултат из оба меча. Ако је резултат нерешен по освојеним бодовима и постигнутим головима (без обзира да ли је неко дао више голова у гостима) игра се трећа утакмица.
| Меч | Репрезентација | укупан рез. | Репрезентација  | 1. утак. | 2. утак. | 3. утак. |
| --- | -------------- | ----------- | --------------- | -------- | -------- | -------- |
| 1   | Гвинеја        | 1 : 3       | Мароко          | 1:1      | 1:2      |          |
| 2   | Тунис          | 2 : 3       | Обала Слоноваче | 1:1      | 1:2      |          |
| 3   | Маурицијус     | 3 : 5       | Кенија          | 1:3      | 2:2      |          |
| 4   | Етиопија       | 2:4         | Замбија         | 0:0      | 2:4      |          |
| 5   | Нигерија       | 0 : 2       | Гана            | 0:2      | 0:0      |          |
| 6   | Камерун        | 1 : 1 0:2   | Заир            | 0:1      | 1:0      | 0:2      |

## Трећи круг
Победник је екипа која има бољи резултат из оба меча. Ако је резултат нерешен по освојеним бодовима и постигнутим головима (без обзира да ли је неко дао више голова у гостима) игра се трећа утакмица.
Победници су се квалификовали за финални турнир КАФ зоне.
| Меч | Репрезентација  | укупан рез. | Репрезентација | 1. утак. | 2. утак. | 3. утак. |
| --- | --------------- | ----------- | -------------- | -------- | -------- | -------- |
| 1   | Обала Слоноваче | 2 : 5       | Мароко         | 1:1      | 1:4      |          |
| 2   | Замбија         | 4 : 2       | Кенија         | 2:0      | 2:2      |          |
| 3   | Гана            | 2 : 4       | Заир           | 1:0      | 1:4      |          |

## Финални турнир
|   | Држава  | Заир | Замбија | Мароко | Држава  | ИГ | П | Н | И | ГД | ГП | ГР | Бод. |
| 1 | Заир    |      | 2:1     | 3:0    | Заир    | 4  | 4 | 0 | 0 | 9  | 1  | +8 | 8    |
| 2 | Замбија | 0:2  |         | 4:0    | Замбија | 4  | 1 | 0 | 3 | 5  | 6  | -1 | 2    |
| 3 | Мароко  | 0:2  | 2:0     |        | Мароко  | 4  | 1 | 0 | 3 | 2  | 9  | -7 | 2    |

За Светско првенство у фудбалу 1974. у Западној Немачкој, кавигиковала се први пут репрезентација Заира.